# Rosalie (Vorname)
Rosalie ist ein weiblicher Vorname.

## Herkunft und Bedeutung
Beim Namen Rosalie handelt es sich um die französische Variante von Rosalia.

## Verbreitung
Im englischen Sprachraum verbreitete sich der Name seit der zweiten Hälfte des 19. Jahrhunderts. In den USA war Rosalie [ˈɹoʊ.zə.ˌli] bereits im ausgehenden 19. Jahrhundert ein geläufiger Name, zählte jedoch nicht zu den beliebtesten Frauennamen. Im 20. Jahrhundert gewann der Name langsam an Popularität. Ein bemerkenswerter Sprung zeigte sich vom Jahr 1937 (Rang 179) auf 1938 (Rang 66). Dies lässt sich wahrscheinlich auf das Erscheinen des gleichnamigen Filmes zurückführen. Bereits im darauffolgenden Jahr fiel er wieder auf Rang 114 ab. Die Popularität des Namens sank in den folgenden Jahrzehnten. Im Jahr 1965 verließ er die Top-500 der Vornamenscharts, seine vorerst letzte Top-100-Platzierung erreichte er im Jahr 1988. Mit Rang 831 trat er im Jahr 2009 wieder in die Hitliste ein und erreichte sechs Jahre später bereits die Top-300 der Vornamenscharts. Seit 2020 zählt er zu den 200 meistgewählten Mädchennamen des Landes (Stand 2023).
Der Name befand sich in Neuseeland von 1938 bis 1945 und 1948 und 1949 in der Top-100 der Vornamenscharts. Mit Rang 49 erreichte die Popularität des Namens ihren Höhepunkt im Jahr 1939.
In England und Wales stieg der Name im Jahr 2013 in die Top-500 auf. Seit 2017 erreichte der Name wiederholt die Top-300 der Vornamenscharts.
Rosalie gewann in den Niederlanden seit den 1970er Jahren an Popularität. Ihren Höhepunkt erreichte die Popularität um das Jahr 2010. Seine letzte Top-100-Platzierung erreichte der Name im Jahr 2021. Der Name Rosalie stieg in Belgien im Jahr 2015 erstmals in die Top-100 der Vornamenscharts auf. Mit Ausnahme des Jahres 2016 zählt er seitdem zu dieser Hitliste. Die Top-50 konnte er jedoch nie erreichen. In Frankreich zählte Rosalie [ʁɔ.za.li] zu Beginn des 20. Jahrhunderts zu den 100 beliebtesten Mädchennamen. Diese Hitliste verließ er im Jahr 1918. Von den 1970er bis in die 1990er Jahre geriet er außer Mode. Seit der Jahrtausendwende gewann er erneut an Popularität, konnte jedoch nicht an die einstige Beliebtheit anknüpfen. Im Jahr 2021 erreichte er erstmals seit 78 Jahren die Top-300 der Vornamenscharts.
Rosalie zählt in Québec seit 1992 zu den 100 beliebtesten Mädchennamen. Als höchste Platzierung erreichte er im Jahr 2004 Rang 2 der Hitliste. Im Jahr 2023 stand er auf Rang 19 der Vornamenscharts.
In Tschechien wird er seit 1935 vergeben, jedoch in geringer Anzahl. Seit der Jahrtausendwende wird er wieder öfter gewählt, ist aber nicht beliebt.
In Österreich gewann der Name insbesondere seit 2010 an Popularität. Im Jahr 2012 erreichte er erstmals die Top-100 der Vornamenscharts. Acht Jahre später fand er sich zum bislang einzigen Mal unter den 50 beliebtesten Mädchennamen Österreichs.
In Deutschland ist Rosalie [ʁo.za.ˈliː] seit 1930 geläufig und wurde regelmäßig vergeben, jedoch war der Name nur mäßig beliebt. Im Jahr 2015 stieg er in die Top-100 der Vornamenscharts auf. Im Jahr 2023 erreichte er mit Rang 66 seine bislang höchste Platzierung. Besonders beliebt ist er in Thüringen.

## Varianten
- Englisch: Rosalee
- Tschechisch: Rozálie

Für weitere Varianten: siehe Rosalia (Vorname)#Varianten

## Bekannte Namensträger
- Rosalie (1953–2017), deutsche Bühnen- und Kostümbildnerin, Malerin und Lichtkünstlerin
- Rosalie Abella (* 1946), kanadische Juristin, Richterin am Obersten Gerichtshof von Kanada
- Rosalie Bertell (1929–2012), US-amerikanische Biometrikerin und Umweltaktivistin
- Rosalie Beuret Siess (* 1978), Schweizer Politikerin (Sozialdemokratische Partei)
- Rosalie Bosquet (* 1925), haitianische Politikerin, bekannt als Madame Max Adolphe
- Rosalie Braun-Artaria (1840–1918), deutsche Schriftstellerin und Redakteurin der Gartenlaube
- Rosalie van Breemen (* 1966), niederländisches ehemaliges Model, Moderatorin und Journalistin
- Rosalie Büttner (1846–1914), deutsche Pädagogin und Autorin
- Rosalie Chichester (1865–1949), britische Großgrundbesitzerin, Sammlerin und Stifterin
- Rosalie de Constant (1758–1834), Schweizer Zeichnerin und Botanikerin
- Rosalie Crutchley (1920–1997), britische Schauspielerin
- Rosalie Cunningham (* 1990), britische Singer-Songwriterin
- Rosalie Emslie (1891–1977), britische Malerin
- Rosalie Fänger (1900–2000), deutsche Politikerin (KPD), MdL
- Rosalie Gascoigne (1917–1999), australische Künstlerin
- Rosalie Ham (* 1955), australische Autorin
- Rosalie van der Hoek (* 1994), niederländische Tennisspielerin
- Rosalie Jobson (1886–1963), britische Ärztin
- Rosalie Gardiner Jones (1883–1978), US-amerikanische Suffragette
- Rosalie Koch (1811–1880), deutsche Erzieherin und Jugendschriftstellerin
- Rosalie Küchler-Ming (1882–1946), Schweizer Heimatschriftstellerin
- Rosalie Levasseur (1749–1826), französische Sopranistin und Opernsängerin
- Rosalie von Milde (1827–1906), deutsche Opernsängerin (Sopran) und Gesangspädagogin
- Rosalie von Rauch (1820–1879), Gräfin von Hohenau
- Rosalie Rendu (1786–1856), französische Vinzentinerin, die 2003 seliggesprochen wurde
- Rosalie Beatrice Ruth Scherzer (1901–1988), deutsch- und englischsprachige Lyrikerin, bekannt als Rose Ausländer
- Rosalie Schlagheck (* 1995), deutsche Theater- und Filmschauspielerin, Synchronsprecherin und Model
- Rosalie Schoenflies (1842–1916), deutsche Frauenrechtlerin
- Rosalie Thomass (* 1987), deutsche Schauspielerin
- Rosalie Varda (* 1958), französische Kostümbildnerin und Filmproduzentin
- Rosalie Wagner (1803–1837), deutsche Schauspielerin
- Rosalie Marie Wertheim (1888–1949), niederländische Komponistin, Pianistin und Musikpädagogin
- Rosalie Wilkins, Baroness Wilkins (1946–2024), britische Politikerin (Labour Party)
- Rosalie Wolff (* 1979), deutsche Schauspielerin, Unternehmerin und Tierrechtlerin
- Rosalie Wöss (* 2002), österreichische Judoka
- Rosalie Wunderlich (1907–1990), österreichische Botanikerin
- Rosalie Zull (1887–1971), österreichische Politikerin (SDAP, SPÖ), MdL (Burgenland)

Doppelname
- Auguste-Rosalie Bisson (1826–1900), französischer Fotograf
- Louise-Rosalie Lefebvre (1755–1821), französische Theaterschauspielerin, Tänzerin und Sängerin
- Cécile-Rosalie zu Salm-Kyrburg (1783–1866), Rheingräfin und Fürstin zu Salm-Kyrburg